# 鲍姆加特
鲍姆加特（Baumgart）可以指：

## 人物
- 伊加·鲍姆加特-维坦（波蘭語：Iga Baumgart-Witan，1989年4月11日－），波兰短跑运动员。
- 斯特芬·鲍姆加特（德語：Steffen Baumgart，1972年1月5日－），前德国足球运动员，现任足球教练。
- 贝恩德·鲍姆加特（德語：Bernd Baumgart，1955年7月3日－），德国男子赛艇运动员。
- 沃尔夫冈·鲍姆加特（德語：Wolfgang Baumgart，1949年10月23日－2011年2月21日），德国男子曲棍球运动员。

|  | 本页或本分段罗列了姓氏为「鲍姆加特」的人物。 如果是一个指代特定个人的内链将您引导到本页，請考慮修正該人物的名字以將链接指向正確的條目。 |